# Бобылёв, Геннадий Иванович
Геннадий Иванович Бобылёв (20 ноября 1941 — 31 мая 2024) — советский футболист, защитник.
Воспитанник куйбышевской «Зари» (первый тренер Леонид Мопсиков).
Выступал за команды «Строитель» (Уфа), куйбышевские «Металлург» и «Крылья Советов», «Торпедо» (Тольятти).
Выступал за сборную ветеранов «Крылья Советов».
В 2011 году награждён памятным знаком РФПЛ.
Умер 31 мая 2024 года в Самаре в возрасте 82 лет.

## Клубная статистика
| Выступление          | Выступление      | Выступление      | Лига | Лига | Кубок | Кубок | Итого | Итого |
| Клуб                 | Лига             | Сезон            | Игры | Голы | Игры  | Голы  | Игры  | Голы  |
| -------------------- | ---------------- | ---------------- | ---- | ---- | ----- | ----- | ----- | ----- |
| Строитель (Уфа)      | D2               | 1960             | 13   | -    | —     | —     | 13    | 0     |
| Строитель (Уфа)      | D2               | 1961             | 12   | -    | —     | —     | 12    | 0     |
| Строитель (Уфа)      | D2               | 1962             | 19   | -    | 2     | 1     | 21    | 1     |
| Строитель (Уфа)      | D3               | 1963             | 28   | 1    | —     | —     | 28    | 1     |
| Строитель (Уфа)      | D3               | 1964             | 12   | -    | —     | —     | 12    | 0     |
| Строитель (Уфа)      | Итого            | Итого            | 84   | 1    | 2     | 1     | 86    | 2     |
| Металлург (Куйбышев) | D3               | 1965             | 30   | 1    | 4     | 0     | 34    | 1     |
| Металлург (Куйбышев) | Итого            | Итого            | 30   | 1    | 4     | 0     | 34    | 1     |
| Крылья Советов       | D1               | 1966             | 2    | -    | —     | —     | 2     | 0     |
| Крылья Советов       | D1               | 1967             | 11   | -    | 1     | -     | 12    | 0     |
| Крылья Советов       | D1               | 1968             | 22   | -    | 1     | -     | 23    | 0     |
| Крылья Советов       | D1               | 1969             | 28   | -    | —     | —     | 28    | 0     |
| Крылья Советов       | Итого            | Итого            | 63   | -    | 2     | -     | 65    | 0     |
| Торпедо (Тольятти)   | D3               | 1970             | 36   | -    | —     | —     | 36    | 0     |
| Торпедо (Тольятти)   | D3               | 1971             | 34   | -    | —     | —     | 34    | 0     |
| Торпедо (Тольятти)   | Итого            | Итого            | 70   | -    | —     | —     | 70    | 0     |
| Всего за карьеру     | Всего за карьеру | Всего за карьеру | 247  | 1    | 8     | 1     | 255   | 2     |